# Mroczki, Condado de Mińsk
Mroczki [ˈmrɔt͡ʂki] es un pueblo ubicado en el distrito administrativo de Gmina Kałuszyn, dentro del condado de Mińsk, Voivodato de Mazovia, en el este de Polonia central. Se encuentra aproximadamente a 4 kilómetros al noreste de Kałuszyn, a 20 kilómetros al este de Mińsk Mazowiecki, y a 57 kilómetros al este de Varsovia.